# Komi Autonome Socialistische Sovjetrepubliek
De Komi Autonome Socialistische Sovjetrepubliek (Zurjeens: Коми Асвеськӧдлан Сӧветскӧй Социалистическӧй Республика, Komi Asvesködlan Sövetsköj Sotsialistitsjesköj Respoeblika; Russisch: Коми Автономная Социалистическая Советская Республика, Komi Avtonomnaja Sotsialistitsjeskaja Respoeblika), meestal afgekort to Komi ASSR (Russisch: Коми АССР) was een Autonome socialistische sovjetrepubliek van de Sovjet-Unie.
De Komi Autonome Socialistische Sovjetrepubliek ontstond op 5 december 1936 uit de Komi-Zurjeense Autonome Oblast. In 1939 bestond de bevolking voor 72,5% (231.301 mensen) uit etnische Zurjenen, in 1989 was hun aandeel gedaald tot 23,3% (291.542 mensen).
Op 23 november 1990 werd de Komi ASSR omgevormd tot de autonome republiek Komi.